# 鳩山一郎
鳩山一郎（はとやま いちろう，1883年1月1日—1959年3月7日），日本東京府牛込區東五軒町（今東京都新宿區東五軒町）人，曾任日本內閣總理大臣、自由民主黨總裁等职。

## 生平
明治十六年（1883年）1月1日鳩山出生於東京府牛込區東五軒町（今東京都新宿區東五軒町），父鳩山和夫為律師與東京府會議員，母鳩山春子（舊姓多賀）為東京女子師範學校（今御茶水女子大學）英語教師。二十八年（1895年）畢業於高等師範学校附屬小學校（今筑波大學附屬小學校）。三十三年（1900年）畢業於高等師範學校附屬中學校（今筑波大学附属中学校及高等学校）。三十六年（1903年）畢業於第一高等學校。四十年（1907年）畢業於東京帝國大學法科大學英法科，進入父親的律師事務所工作。
明治四十一年（1908年）鳩山與眾議院祕書課長寺田榮的長女寺田薰成婚。四十四年（1911年）10月3日父親去世。大正元年（1912年）4月2日在補選中當選東京市會議員。四年（1915年）3月26日當選立憲政友會籍的眾議院議員。七年（1918年）11月11日長子鳩山威一郎誕生。十三年（1924年）1月29日立憲政友會分裂，鳩山加入床次竹二郎成立的政友本黨，就任總務。大正十四年（1925年）12月29日退出政友本黨。十五年（1926年）1月15日鳩山成立眾議院院內會派同交會，2月12日同交會解散，回歸立憲政友會。
大正十五年（1926年）3月27日就任立憲政友會幹事長至昭和二年（1927年）4月16日。同月20日鳩山就任田中義一内閣的內閣書記官長至四年（1929年）7月2日。五年（1930年）4月22日大日本帝國與英國、美國、義大利與法國簽訂《倫敦海軍條約》，鳩山抨擊濱口内閣干涉天皇對大日本帝國海軍的統帥權。六年（1931年）12月13日就任犬養內閣的文部大臣，七年（1932年）5月26日於齋藤內閣中續任。八年（1933年）5月在瀧川事件中鳩山要求京都帝國大學總長小西重直將瀧川幸辰免職，小西總長拒絕，但瀧川仍據文官分限令而於26日被迫停職。九年（1934年）7月8日齋藤內閣因帝人事件總辭，鳩山同時解職。十二年（1937年）2月立憲政友會改行集體領導制，鳩山與中岛知久平、前田米藏、岛田俊雄一同就任總裁代行委員，至十四年（1939年）4月30日立憲政友會分裂為革新派與正統派，後鳩山屬正統派。
昭和十七年（1942年）4月30日鳩山於翼赞選舉以無黨籍身分當選。十八年（1943年）因批判東條內閣，被迫隱居於長野縣輕井澤。日本投降後鳩山回到東京都，二十年（1945年）11月9日與河野一郎等人成立日本自由黨，就任總裁。二十一年（1946年）4月10日眾議院議員選舉，日本自由黨成為眾議院第一大黨，但鳩山因瀧川事件而被盟軍最高司令官總司令部執行公職追放，而無法就任內閣總理大臣。二十六年（1951年）因腦出血而病倒，解除公職追放，同年加入共濟會。二十七年（1952年）10月1日眾議院議員選舉中鳩山回歸政壇。二十八年（1953年）2月28日成立日本自由黨，鳩山再度就任總裁。二十九年（1954年）11月24日日本自由黨、改進黨與自由黨內的反吉田茂派成立日本民主党，鳩山三度就任總裁。12月10日就任內閣總理大臣，成立第一次鸠山一郎内阁。
昭和三十年（1955年）2月27日眾議院議員選舉，日本民主党成为第一大黨，但並未於眾議院過半數。3月19日第二次鳩山一郎內閣成立。11月15日日本民主黨與自由黨合併，成立自由民主黨，開創五五年體制。22日成立第三次鳩山一郎內閣。三十一年（1956年）10月19日於莫斯科簽署《日蘇共同宣言》，與蘇聯恢复邦交關係，12月23日內閣總辭。三十四年（1959年）去世，追授大勳位菊花大綬章，葬於東京都台東區谷中靈園。